# 페넬진
페넬진(Phenelzine,Nardil, Nardelzine)은 항우울제 및 불안 완화제(신경안정제)로 사용되는 히드라진 계열의 비선택적이고 비가역적인 모노아민 산화효소 억제제(MAOI)이다.

## 같이 보기
- 벤조디아제핀